# Mansión Réntis

La mansión Réntis (en griego: Μέγαρο Ρέντη) es un edificio situado en el centro de la ciudad de Atenas, Grecia, en la confluencia de la avenida Vasilíssis Sofías (en griego: Λεωφόρος Βασιλίσσης Σοφίας) y de la calle Mérlin (en griego: Οδός Μέρλιν), en el centro de Atenas.

## Historia y descripción
La mansión se construyó en 1928 según los planos de Vassílios Tsagrís por encargo del diplomático y político griego Konstantínos Réntis. Esta construcción de arquitectura ecléctica es propiedad desde 2005 de la Fundación Theocharákis, que lo utiliza como sede de exposiciones y encuentros artísticos y culturales.
Desde 1985 está catalogado como edificio protegido por el ministerio de cultura del gobierno griego.
A lo largo de los años la mansión ha ido cambiando de propietarios hasta que, con la adquisición por la Fundación Theocharakis, se realizó una profunda reforma a cargo de los arquitectos Dimitris Ayiostratitis, P. Jonos y G. Choipel, adaptando el interior para su actual función cultural.